# اللجنة الأولمبية الصومالية
اللجنة الأولمبية الصومالية (بالصومالية:  Gudiga Olimbikada Soomaaliyeed)‏ هي اللجنة الأولمبية الوطنية التي تمثل الصومال في الألعاب الأولمبية. تأسست اللجنة عام 1959 وتم الاعتراف بها من قبل اللجنة الأولمبية الدولية في عام 1972.